# Gpredict
A Gpredict egy valós idejű műholdkövető és pálya-előrejelző alkalmazás. Nagyszámú műholdat képes követni, és azok helyzetét és egyéb adatait listákban, táblázatokban, térképeken és poláris ábrákon (radar nézet) megjeleníteni. A Gpredict képes meghatározni egy műhold jövőbeli elhaladásainak idejét is, és részletes információkat nyújt minden egyes elhaladásról.
A Gpredict lehetővé teszi a műholdak vizualizációs modulokba csoportosítását. Ezek a modulok mindegyike egymástól függetlenül konfigurálható, így korlátlan rugalmasságot biztosít a modulok megjelenését illetően. Természetesen a Gpredict lehetővé teszi a műholdak különböző megfigyelőhelyekhez viszonyított követését is.
A Gpredict képes kezelni antennaforgató eszközöket, és számítógéppel vezérelhető rádióberendezéseket is.
A Gpredict egy ingyenes szoftver, amely a GNU General Public License alatt licencelt. Ez szabadságot ad a gpredict használatára és módosítására az igényeid szerint. A Gpredict forráskódú csomagként, valamint harmadik féltől származó előre fordított binárisként is elérhető.

## A Gpredict néhány alapvető funkciója[3]
- Nagyszámú műhold követése, amelyet csak a számítógép fizikai memóriája és feldolgozási teljesítménye korlátoz
- A követési adatok megjelenítése listákban, térképeken, poláris diagramokon és ezek bármilyen kombinációjában
- Több modul egyidejű megnyitása akár egy jegyzetfüzetben, akár saját ablakban. A modulok teljes képernyős módban is futtathatók
- Több földi állomás használata
- Közelgő áthaladások előrejelzése
- A Gpredict valós időben, szimulált valós időben (gyors előre- és visszatekerés) és manuális idővezérléssel is futtatható
- Részletes információk mind a valós idejű, mind a nem valós idejű módban
- Rádiók Doppler-hangolása a Hamlib rigctld segítségével
- Antennaforgató vezérlése a Hamlib rotctld segítségével

## Hely- és időadatok formátuma[4]
Alapértelmezetten a hely- és időadatok számformátumát a telepített operációs rendszer nyelvi adatai határozzák meg, de lehetőségünk van ettől eltérő formátumot is megadni formátumkódok használatával. Helyi idő és UTC is használható.

## Műholdak adatai[4]
A Gpredict a műholdak aktuális pályaadatait az interneten keresztül frissíti, meghatározott időközönként. Lehetőségünk van azonnali frissítésre, valamint meghatározott formátumú adatfájlból is frissíthetünk.
Egy műholdhoz a következő adatok tartoznak:
- Pályaadatok
- Transzponderek típusai
- Transzponderek vivőfrekvenciái, adásmódjai

A Gpredict többezer műhold adatait tartalmazza. Többek között
- műsorszóró műholdak
- rádióamatőr műholdak
- meteorológiai műholdak
- tudományos kutatóműholdak
- Molniya műholdak
- helymeghatározó műholdak, GPS, GLONASS, Galileo
- Starlink műholdak

A műholdak típusonként, listából kiválaszthatóak.

## A megfigyelő állomás adatai[4]
A Gpredict programban lehetőségünk van akár több földi megfigyelőállomás helyadatait is megadni. A települést kiválaszthatjuk faszerkezetbe tagolt rendezett listából, vagy magunk is beírhatjuk az aktuális tartózkodási helyünk GPS koordinátáit vagy QTH lokátorát.

## Modulok[4]
A Gpredict programban különféle megfigyelési modulok definiálhatóak. Egy megfigyelési modulban beálliíhatjuk, hogy mely megfigyelési helyről szeretnénk követni az általunk megadott műholdakat. A műholdak a modul beállításakor kiválaszthatóak. Figyelhetünk teljes műholdcsoportokat, vagy adott műholdakat.

## Pillanatkép[4]
A megfelelő modulon alapestetben a kiválasztott műholdak pillanatnyi elhelyezkedését és lefedettségét láthatjuk. A lefedettségi körön belül a műhold a látóhatár felett van.
A bal alsó képen láthatjuk a megfigyelési hely égbolt-képét, radarnézetben. Ezen a képen láthatóak a horizont felett lévő műholdak, és az átvonulási pálya.
A jobb alsó részben kiválasztható egy adott műhold, aminek pillanatnyi adatai leolvashatóak, többek között:
- pillanatnyi helye
- pillanatnyi távolsága
- tengerszint feletti magassága
- mozgási sebessége
- sebessége a megfigyelő helyhez képest
- pillanatnyi doppler eltolódás

Narancssárga vonallal a nappal-éjszaka elválasztóvonal látható.

## Átvonulási előrejelzés[4]
Egy kiválasztott modulon a műholdakról átvonulási előrejelzés kérhető. A "Sky at glance" menüpont egy idővonalat ad, amelyen a megfigyelőhely fölött átvonuló műholdak átvonulását láthatjuk.
Egy átvonulási boxra rákattintva megjelennek az átvonulás pályaadatai, valamint grafikusan is ábrázolja, hogy az égbolton az átvonulás milyen pályát ír le. Az átvonulási vonalon néhány ponton az idő is fel van tüntetve.

## A Gpredict függőségei[3]
A Gpredict a Gtk+ 3 widgetkészlettel íródott, amely a legtöbb Unix-szerű operációs rendszeren, Macen és Windowson is elérhető. A Gpredict sikeres fordításához a következő függvénytárakra van szükség:
- Gtk+ 3 vagy újabb
- GLib 2.32 vagy újabb
- GooCanvas 2
- Libcurl 7.16 vagy újabb
- Hamlib (csak futásidejű, nem szükséges a fordításhoz)

## Jövőbeli tervek[5]
- Két megfigyelő közötti kommunikációs időablak előrejelzése
- Orbitális mechanika labor
- Bolygóközi pályák
- Akadályok a megfigyelő látóterében
- Hangjelzés az átvonulás kezdetekor